# 김사량
김사량(金史良, 1914년 3월 3일 ~ 1950년)은 평양 출생의 소설가, 희곡 작가로 재일 한인 문학의 효시로 여겨지는 작가이다.

## 학력
- 1931년 평양고등보통학교 퇴학 (1947년 명예 졸업장 획득)
- 1933년 구제 사가 고등학교 입학
- 1939년 도쿄 제국대학 문학부 독일문학과 졸업(졸업논문 주제는 하이네), 같은 해 도쿄 제국대학 대학원 입학
- 1941년 도쿄 제국대학교 대학원 독일어문학과 문학석사 졸업

## 가족관계
- 양친의 성명은 알려지지 않음. 단 모친은 미국 유학을 다녀오고 만주에 지점을 가진 백화점을 경영하는 기독교인이자 사업가였다고 함.
- 4남매로 김사량은 차남. 형 시명(時明), 누나 특실(特實), 누이동생 오덕(五德). 형 시명은 교토 제국대학 법학부 재학 중 동생 김사량의 도일을 도왔음. 홍천군과 평창군수를 지냈으며 황해도청 농상부장 겸 도참여관을 역임. 조선총독부 사상 유일한 조선인 전매국장 자리에 올랐으며 대학 교수, 중앙산임조합 연합회 이사장 등을 지냈으나 전쟁 중 인민군에 납치됨. 누이 오덕은 결혼하여 서울에 거주했다고 하나 흔적을 찾기 힘듦.
- 1939년 최창옥과 결혼, 교회에서 식을 올림. 두 남매를 둔 것으로 추정됨.

## 생애
일제 말기 식민지 조선의 소설가, 희곡 작가. 일본어와 조선어 모두 작품을 남겼다. 1914년 3월 3일 평양부 인흥정 458의 84번지에서 출생했다. 김사량은 필명이고 본명은 시창(時昌)이다. 모친과 아내가 열렬한 기독교인으로 전해진다. 1940년 재일 조선인을 다룬 단편소설 <빛 속에>로 조선인 최초로 아쿠다가와 상 후보에 선정되었다. 여러 단편소설을 발표하며 일본 문단에서 활발하게 활동하다가 1941년 12월 9일 태평양 전쟁 발발 다음날 예방검속법에 의해 구금되었다. 도쿄 제국대학 문학부 독일문학과를 졸업하고 평양 대동공업전문학교 독어교사로 부임했다. 일제 학도병 위문단원으로 중국에 파견된 틈을 타 연안으로 탈출, 조선의용군에 입대하여 각종 희곡과 르포를 썼다. 이 때의 경험을 쓴 <노마만리>는 르포문학의 걸작이자 귀중한 사료로 꼽힌다. 1945년 8월 해방을 맞아 귀국한 다음 북한 문학조직 정치활동 및 대학 강의, 창작 등 활발한 활동을 벌이지만 비김일성계파이기에 작품집에 실을 작품이 누락되는 등 부침을 겪는다. 1947년 시인 구상의 데뷔 작품집인 시집 <응향> 검열위원으로 관여했다. 이후 약 2년 간 침묵을 지키다가 1950년 6.25 종군 작가로 남하하여 종군기를 집필한다. 같은 해 10월경 강원도 원주 문막 부근에서 심장병으로 낙오하여 사망한 것으로 추정된다.
2013년 6월 25일 북한 전승기념일에 공화국영웅 칭호를 추서받았다.

## 인간 관계
- 1936년 이마이 교헤이, 우메사와 지로, 신다니 도시오, 사와카이 스스무, 나카지마 요시히토와 동인 '제방'을 만들고 동명 잡지 발행.
- 1937년 <춘향전> 공연을 준비하던 무라야마 도모요시를 평양에 안내함.
- 1938년 이광수의 <무명> 번역하여 <모던일본>에 게재. 이광수는 이 작품으로 제1회 조선예술상 수상.
- 1939년 장혁주의 소개로 <문예수도> 편집장 야스타카 도쿠조에 사숙. <문예수도>에 아쿠다가와 상 후보작 <빛 속에>등 발표.
- 1942년 조선 방문에 나선 유아사 가쓰에, 야스타카 도쿠조, 나라사키 쓰토무, 미우라 이쓰오 등을 평양에서 맞이.
- 1945년 5월 학도병 위문으로 중국 파견. 가족에게 남기는 편지를 시인 노천명에게 전달하고 연안으로 탈출, 조선의용군에 합류함. 같은 해 12월 한설야 등과 함께 조선문학가 동맹 결성을 위해 서울 방문, 이태준 등과 봉황각 좌담회 참가.

## 주요 작품
해방 전 작품(*표시 조선어) :
<빛 속에>(이하 단편소설)
<향수>
<풀숲 깊숙이>
<천마>
<도둑놈>
<Q백작>
<유치장에서 만난 사나이>*
<십장꼽새>
<태백산맥>(장편소설, 국민문학 연재)
해방 후 작품 :
<호접>(이하 희곡)
<봇똘의 군복>
<더벙이와 배뱅이>
<노마만리>(르포)
<칠현금>(이하 단편소설)
<마식령>
<차돌의 기차>

## 평가
김사량은 남한에서는 월북 문인이자 일본어로 쓴 작가로, 북한에서는 비김일성계로 분류되어 오랫동안 그 존재가 잊혀져 있었다. 그러나 재일 한인 문학계에서는 효시적인 작가로 꼽히고 있다. 재일 한인문학계의 꾸준한 평가도 1984년 북한에서 복권된 배경 중 하나로 추정된다. 남한에서도 일부 연구자들이 지속적으로 주목하고 있었으나 월북 문인으로 분류되어 금지대상으로 묶여 있었다. 현재 남한에서 김사량은 비록 일본어로 썼으나 민족문학의 일원으로 인정되어야 한다는 입장과 조선어와 일본어 양쪽 모두 창작언어로 사용한 이중어적 관점에서 보아야 한다는 입장, 탈식민주의와 트랜스내셔널리즘 문학이론의 관점으로 보는 입장 등이 산개하고 있다. 북한에서는 김사량을 소시민적 안주에서 벗어나 민족적 양심을 지킨 작가로 분류하고 있다. 최근 영어로 재일 한인문학을 소개하는 선집이 출간되었으며 김사량의 <빛 속에>가 표제작으로 포함되어 있다.

## 일화
- 김사량의 집안은 상당히 부유했으며 일제 말기 비행기 헌납을 강요당한 나머지 모친이 구금되기도 했다.
- 최승희에게 검무를 가르쳤다고 하며 술자리에서 자를 들고 춤을 추어보이기도 했다고 한다. 자전적인 성격이 강한 <빛 속에>의 주인공 남선생은 무용에 관심이 많은 것으로 그려지고 있다.
- 친일 조선 지식인을 통렬하게 비판, 풍자한 <천마>는 평론가 김문집을 모델로 하고 있다. 김문집은 해방 후 일본으로 귀화했다.
- 태평양 전쟁 다음날 구금당한 뒤 풀려나서 옥중에서 만난 경제학자에게 들은 '총력전으로 가면 경제적으로 약한 일본이 질 수 밖에 없다'는 말을 친한 사람들에게 전했다고 한다. 일부 연구자는 이 때 연안 탈출을 결심한 것으로 추정하기도 한다.
- 중국에서 가족에게 전하는 편지를 노천명에게 맡기고 탈출했으나 해방 후 그녀의 전집에 의하면 당시 수모를 당하던 노천명을 모른 척 했다고 한다.
- 사망 후 북한에서 김사량의 모든 활동은 문학사에서 삭제되고 <종군기>만이 남았다. 황석영 방북 시 김사량에 대해 물어보았으나 모두 모른다는 답변만 되돌아왔다.
- 그에 관심을 가진 남한 연구자들이 일본에서 출간된 전집을 들여오다가 공항에서 봉변을 당하기도 했다.

## 참고 문헌
- 김재용, <김사량 선집>
- 안우식, <김사량 평전>
- 김사량, 김재용 엮음 <노마만리>
- 김재용, 곽형덕 외 <김사량, 작품과 연구 1>
- 김재용, 곽형덕 외 <김사량, 작품과 연구 2>
- 김사량, 임헌영 <김사량 작품집>
- 김혜연, <한국 근대문학 이중어 연구 - 김사량을 중심으로>
- 정백수, <한국 근대의 식민지 체험과 이중언어 문학>